# Sphagnum moronum
Sphagnum moronum är en bladmossart som beskrevs av H. Crum 1994. Sphagnum moronum ingår i släktet vitmossor, och familjen Sphagnaceae. Inga underarter finns listade i Catalogue of Life.